# Lago Tuetenseeli
O Lago Tuetenseeli é um lago localizado no município de Menznau, cantão de Lucerna, na Suíça. A sua superfície é de 2,15 ha. O lago e os seus pântanos envolventes estão classificados como reserva natural.